# Fernando Broncano
Fernando Broncano Rodríguez (Linares de Riofrío, Salamanca, 1954) és un filòsof espanyol. Va ser professor titular del departament de Filosofia de la Universitat de Salamanca (1977-2000) i actualment és catedràtic de Lògica i Filosofia de la Ciència a la Universitat Carles III de Madrid. Les àrees principals de recerca són l'epistemologia, la teoria de la racionalitat i de l'acció, i la filosofia de la tecnologia.

## Biografia
Es va doctorar en Filosofia per la Universitat de Salamanca, el 1981, sota la direcció de Miguel Ángel Quintanilla Fisac. Posteriorment, ha ampliat estudis a la Brown University sota la direcció d'Ernest Sosa. Va treballar com a professor titular al departament de Filosofia de la Universitat de Salamanca. Des del 2002, és catedràtic de Lògica i Filosofia de la Ciència de la Universitat Carles III de Madrid. Ha format part dels programes de doctorat d'Humanitats de la mateixa Universitat, de la Càtedra Miguel Sánchez-Mazas de la Universitat del País Basc i del programa Ciència i Cultura de la Universitat Autònoma de Madrid.

## Obra
Els temes dels quals se n'ocupen les obres es mouen al voltant dels espais públics del coneixement; de la racionalitat en el terreny personal i social; de la racionalitat i identitat humana i de la tecnologia com a element configurant d'allò que és humà. El seu treball promou la superació de la divisió entre cultura científica i humanística, buscant la mútua convergència, des d'una concepció de l'ésser humà més enllà de la dicotomia entre allò natural i allò artificial.
A les seves principals i recents obres; Mundos Artificiales (2000), Entre Ingenieros y Ciudadanos (2006), La Melancolía del Ciborg (2009) i La Estrategia del Simbionte (2012), giren al voltant de la filosofia de la tècnica en el marc de la teoria de l'acció. Segons Broncano, la teoria de l'acció, i pròpiament de l'agència, seria l'àmbit "natural" per reflexionar sobre la tecnologia com a objecte filosòfic, ja que així s'instaura un nivell de responsabilitat humana al món.
La característica més important de l'obra de Broncano és allunyar-se de les diverses formes de determinisme (tecnològic i social principalment), ja que, en subscriure's a una forma de destinació predeterminada, es dilueix la responsabilitat humana davant del canvi tècnic. Davant la metafísica determinista (i pessimista) que va dominar l'àmbit tecnològic al segle XX (Determinisme tecnològic, Hermenèutica existencialista, Teoria crítica, Constructivisme social de la Tecnologia) proposa, juntament amb altres filòsofs iberoamericans com Jesús Vega i Diego Lawler, una metafísica "possibilista" en què la tecnologia passaria de ser un camp predeterminat per les superestructures (tecnològiques, econòmiques, polítiques o socials) a un àmbit de possibilitats obertes. L'agència humana es duria a terme llavors en una intersecció de possibilitats en què estarien les possibilitats físiques, les possibilitats imaginades, les possibilitats legítimes que conformarien allò que Broncano anomena possibilitats pragmàtiques.
L'autor també fa una defensa de la cultura material i dels artefactes, ja que defensa una visió de cultura com un conjunt d'arranjaments causals de símbols i artefactes que creen, amplien o delimiten les accions humanes. Per a Broncano l'entorn artificial seria una cosa així com un nínxol ecològic, en què hi ha una coevolució entre l'ambient tècnic i els humans. Això converteix les xarxes d'artefactes a l'hàbitat dels éssers humans on són possibles les pràctiques humanes. Els artefactes només existeixen en xarxes dins de l'univers de les pràctiques humanes, de la mateixa manera que els "conceptes" tenen sentit només els uns amb els altres dins d'un entorn cultural humà. Els conceptes i els artefactes compartirien llavors un cert ordre ontològic dins l'univers construït pels éssers humans.

## Publicacions
- Nuevas meditaciones sobre la técnica. Madrid: Trotta, 1996. ISBN 9788481640564
- Mundos artificiales. Filosofía del cambio técnico. Barcelona: Paidós, 2001. ISBN 9789688534502
- Saber en condiciones. Epistemología para escépticos y materialistas. Madrid: Antonio Machado, 2003. ISBN 9788477747673[5]
- Jardines de la memoria y el olvido. Salamanca: Asociación Cultural El Zurguén, 2004. ISBN 9788493267940
- Entre ingenieros y ciudadanos. Filosofía de la técnica para días de democracia. Barcelona: Montesinos, 2006. ISBN 9788496356832
- La mente humana. Madrid: Trotta, 2007. ISBN 9788481640465[2]
- Cuadernos del abismo. Homenaje a H.P. Lovecraft (coeditado con David Hernández de la Fuente). Madrid: Literaturas, 2008. ISBN 97884-61239627
- La melancolía del ciborg. Barcelona: Herder, 2009. ISBN 9788425426124[6]
- La estrategia del simbionte. Cultura material para nuevas humanidades. Salamanca: Delirio, 2012. ISBN 9788493860752[7]

- Sujetos en la niebla. Narrativas sobre la identidad. Barcelona: Herder, 2013. ISBN 9788425429507
- Bertrand Russell. Conocimiento y felicidad. Barcelona: Batiscafo S.L., 2015.
- Racionalidad, acción y opacidad. Buenos Aires: Eudeba, 2017. ISBN 9789502327709
- Cultura es nombre de derrota. Cultura y poder en los espacios intermedios. Salamanca: Delirio, 2018. ISBN 9788415739265
- Puntos ciegos. Ignorancia pública y conocimiento privado. Madrid: Lengua de trapo, 2019. ISBN 9788483812334
- Conocimiento expropiado. Epistemología política en una democracia radical. Madrid: Akal, 2020. ISBN 9788446049951
- Espacios de intimidad y cultura material. Madrid: Cátedra, 2020. ISBN 9788437641003
- La escala de las cosas. Humanismo y cultura material, Salamanca: Delirio, 2023. ISBN 9788415739456